# Дженнаро Скарлато
Дженнаро Скарлато (італ. Gennaro Scarlato, нар. 3 травня 1977, Неаполь) — італійський футболіст, що грав на позиції захисника. По завершенні ігрової кар'єри — тренер.

## Клубна кар'єра
Народився 3 травня 1977 року в місті Неаполь. Вихованець футбольної школи клубу «Наполі», з якою виграв молодіжний кубок Італії 1996/97. Скарлато вважався одним з найбільш перспективних молодих гравців команди Вуядина Бошкова. Втім Дженнаро отримав подвійний перелом гомілкової кістки, через який дебютував за першу команду 4 травня 1997 року в грі Серії А проти «Верони».
Він залишався в Неаполі до січня 1999 року, після чого був відданий в оренду в «Віченцу», де зіграв до кінця сезону 11 матчів, але не врятував команду від вильоту. У наступному сезоні він повернувся в «Наполі», але не став основним, зігравши лише у 9 матчах чемпіонату і на початку 2000 року в обмін на Антоніно Асту перейшов у «Торіно».
Влітку 2000 року був відданий в оренду в «Равенну» з Серії Б, де його вперше стали використовувати на позиції центрального захисника, а 2001 року на правах співволодіння перейшов у «Удінезе», де провів наступний сезон, але не став основним у команді Джамп'єро Вентури.
Влітку 2002 року Скарлато повернувся у «Торіно», за яке зіграв лише один матч у Кубку Інтертото з «Вільяреалом» і ще до закінчення трансферного вікна вирушив у «Тернану», провівши там наступні два сезони у Серії Б.
У 2004 році він повернувся в «Наполі», яке через фінансові проблеми опустилось до Серії С1. Скарлато став капітаном команди, але клуб не виграв плей-оф та не зумів підвищитись до Серії Б у першому сезоні, по завершенні якого Дженнаро покинув команду через конфлікт з головним тренером Едоардо Реєю. В підсумку надалі Скарлато по сезону зіграв у Серії Б за «Кротоне» та «Спецію».
Влітку 2007 року Скарлато підписав трирічний контракт з «Фрозіноне», що також виступав у другому за рівнем дивізіоні країни. Протягом трьох років він був основним гравцем, але в четвертому втратив місце і у січні 2010 року перейшов у «Козенцу» з Серії С1, де дограв сезон, але також не грав  через травму меніску, отриману в першому ж матчі.
Завершував ігрову кар'єру у аматорських клубах «Іскія Ісолаверде», «Сітта ді Маріно» та «Віко Екуенсе», де грав до 2013 року.

## Виступи за збірні
1994 року дебютував у складі юнацької збірної Італії, взяв участь у 7 іграх на юнацькому рівні, відзначившись одним забитим голом.
Протягом 1998—2000 років залучався до складу молодіжної збірної Італії і був учасником футбольного турніру на Олімпійських іграх 2000 року в Сіднеї. Всього на молодіжному рівні зіграв у 6 офіційних матчах, забив 1 гол.